# Geoxus annectens
Geoxus annectens is een zoogdier uit de familie van de Cricetidae. De wetenschappelijke naam van de soort werd voor het eerst geldig gepubliceerd door Patterson in 1992.